# Hồ Hô Luân
Hồ Hô Luân (tiếng Trung: 呼倫湖), còn gọi là hồ Đạt Lãi (達賚湖), là một hồ nước ngọt nằm tại địa cấp thị Hô Luân Bối Nhĩ, Khu tự trị Nội Mông Cổ, Trung Quốc. Nó là một trong số bốn hồ nước ngọt có diện tích bề mặt lớn nhất tại Trung Quốc, cùng các hồ như Bà Dương, Động Đình, Thái Hồ. Nó chiếm diện tích khoảng 2.339 km². Nguồn nước nuôi hồ này là sông Khắc Lỗ Luân (sông Kherlen), sông Ô Nhĩ Tốn (sông Orchun). Nước hồ thông qua một hệ thống sông nhỏ và kênh rạch chảy vào sông Argun (sông Ngạch Nhĩ Cổ Nạp) để cuối cùng chảy vào sông Amur. Hồ bị đóng băng từ đầu tháng 11 tới đầu tháng 5 năm sau. Lớp băng có thể dày tới 1 mét.
Nó là điểm đến mùa hè cho các du khách là doanh nhân từ Bắc Kinh và Thượng Hải, nhưng khi hết mùa du lịch thì chỉ có rất ít người đến. Hồ này cách thành phố Mãn Châu Lý khoảng 30 km ở phía tây bắc khi tính theo đường chim bay.

## Tên gọi
Từ thời cổ đại đã có người sinh sống ven hồ Hô Luân. Sơn Hải kinh gọi nó là Đại Trạch (đầm lớn), thời nhà Đường người ta gọi nó là Câu Luân bạc (hồ Câu Luân), thời Liêu-Kim gọi là Khảo Lão bạc (hồ Khảo Lão), thời nhà Nguyên gọi là Khoát Liên hải tử (biển nhỏ Khoát Liên), thời nhà Minh gọi là Khoát Loan hải tử (biển nhỏ Khoát Loan), thời nhà Thanh gọi là Khố Lăng hồ (hồ Khố Lăng), trong khi cư dân bản địa gọi nó là Đạt Lãi Nặc Nhĩ  (tiếng Mông Cổ, nghĩa là "hồ giống như biển"). Tên gọi hồ Hô Luân là tên gọi gần đây, trong tiếng Mông Cổ thì Hô Luân có nghĩa là "rái cá cái", Bối Nhĩ trong tiếng Mông Cổ có nghĩa là "rái cá đực". Do đó nó cùng với hồ Bối Nhĩ (diện tích khoảng 615 km², cách khoảng 130 km về phía nam của hồ Hô Luân) tạo thành một cặp âm-dương, do trong lịch sử thì cả hai hồ này đều có nhiều rái cá sinh sống.

## Bảo tồn
- Khu bảo tồn thiên nhiên hồ Đạt Lãi được chính quyền Trung Quốc thành lập năm 1986, đến năm 1992 được nâng cấp lên thành khu bảo tồn thiên nhiên cấp quốc gia.
- Ngày 29 tháng 3 năm 1994 chính quyền ba nước Trung Quốc, Mông Cổ, Nga đã ký hiệp định ba bên tại Ulan Bator để thành lập Khu bảo tồn thiên nhiên quốc tế Đạt Ô Nhĩ CMR, do khu bảo tồn thiên nhiên hồ Đạt Lãi của Trung Quốc, khu bảo tồn thiên nhiên Đạt Ô Nhĩ của Mông Cổ và khu dự trữ sinh quyển quốc gia Daursky của Nga nằm cận kề nhau.
- Năm 2002 được liệt kê trong danh lục các vùng đất thấp trọng điểm quốc tế, và được UNESCO công nhận là khu dự trữ sinh quyển thế giới.